# 大岩湯神子温泉
大岩湯神子温泉（おおいわゆのみこおんせん）は、富山県中新川郡上市町湯神子25（旧国越中国）にある温泉の名称。大岩川支流の須山川に臨んでいる。

## 歴史
約300年前から歴史がある温泉である。神子が須山川沿いの温泉に入ったことが由来となっている。江戸時代以降地元住民の馬や農具の洗い場として利用されてきた。戦後、湯崎野地区、常楽園の経営者が『越中志徴』内の記録に着目し、温泉の開発を試み、1952年（昭和27年）に30℃の温泉が湧出。料理旅館と温水プールが開業した。1967年（昭和42年）に一軒宿『大岩湯神子温泉』（現・『ゆのみこ』）が営業開始し、1968年（昭和43年）に、宿と道路を挟んだ向かいの田圃に深さ300mまでボーリングし、四度目の正直で温泉を掘り当てた。

## 泉質
- 単純温泉[1][4]（メタケイ酸含有[4]）
  - 源泉温度32℃（1997年時点では26℃[1]、2024年時点では21.5℃[4]）
  - 湧出量は毎分7リットル（掘削自噴）
  - 深さ350 m[4]
  - pH7.35[4]
  - 溶存物質 160mg/kg[4]

### 効能
リウマチ、婦人病、痔疾、疲労回復など。
※いずれも効能はその効果を万人に保証するものではない

## 温泉街
一軒宿の『ゆのみこ』のみ存在する。

## 関連記事
- 大岩不動の湯